# Sozialgeheimnis
Sozialgeheimnis oder Sozialdatenschutz bezeichnet die bereichsspezifischen Datenschutz-Regelungen im deutschen Sozialrecht. Das Sozialgeheimnis konkretisiert das Grundrecht auf informationelle Selbstbestimmung. Gesetzlich geregelt ist in Deutschland das Sozialgeheimnis im § 35 SGB I in Verbindung mit den §§ 67 ff. SGB X.

## Anwendungsbereich
- Wichtigster Gegenstand von Sozialgeheimnis und Sozialdatenschutz sind die Sozialdaten. Sozialdaten sind (1) personenbezogene Daten, die (2) von einer in § 35 Abs. 1 SGB I genannten Stelle im Hinblick auf (3.) ihre Aufgaben nach dem Sozialgesetzbuch (z. B. nicht Personaldaten der Mitarbeiter einer Krankenkasse) (!) verarbeitet werden, § 67 Abs. 2 SGB X. Sozialdaten dürfen im Vergleich zu anderen personenbezogenen Daten vielfach nur unter besonderen zusätzlichen Voraussetzungen (aus den §§ 67 ff. SGB X) verarbeitet werden. Hierzu zählen auch die Daten Dritter, z. B. wenn vor einem Jugendamt Namen von Mitschülern eines Kindes genannt werden.
- Sozialdaten Verstorbener sind ebenfalls geschützt (§ 35 Abs. 5 SGB I). Das ist ein Unterschied zum BDSG. Von der in Erwägungsgrund 27 Satz 2 der DSGVO genannten Möglichkeit, Vorschriften für die Verarbeitung der personenbezogenen Daten Verstorbener vorzusehen, hat der Gesetzgeber also nur bezüglich Sozialdaten Gebrauch gemacht.
- Betriebs- und Geschäftsgeheimnisse, stehen den Sozialdaten gleich, § 35 Abs. 4 SGB I.

## Verhältnis zur DSGVO
Soweit die DSGVO nicht unmittelbar anwendbar ist, findet sie entsprechende Anwendung gemäß § 35 Abs. 2 Satz 2 SGB I. Ohne diese Vorschrift wäre die Bedeutung der DSGVO für Sozialdaten deutlich geringer, weil z. B. viele Sachverhalte, die den § 35 SGB I, §§ 67 ff. SGB X unterfallen, nicht gleichzeitig der DSGVO unterfallen, da es sich weder um (teil-)automatisierte Verarbeitungen handelt noch um Daten in Zusammenhang mit Dateisystemen (vgl. Art. § 2 Abs. 1 DSGVO). Damit gilt die DSGVO aufgrund § 35 Abs. 2 Satz 2 SGB I z. B. auch für Strafverfahren, obwohl die DSGVO gemäß ihres Art. 2 Abs. 2 d) sonst auf diese nicht anwendbar wäre. Zudem wäre die DSGVO ohne § 35 Abs. 2 Satz 2 SGB I nicht anwendbar auf Betriebs- und Geschäftsgeheimnisse, da sie diesen Begriff nicht kennt.

## Gesetzgebungszuständigkeit des Bundes
Eine Gesetzgebungskompetenz des Bundes für „Datenschutz“ gibt es nicht. Für Sozialgeheimnis und Sozialdatenschutz hat der Bundesgesetzgeber seine Zuständigkeit aus Art. 74 BGB Abs. 1 Nr. 12 GG („Arbeitsvermittlung sowie die Sozialversicherung einschließlich der Arbeitslosenversicherung“) hergeleitet.

## Verhältnis zum sonstigen Datenschutzrecht des Bundes und dem Datenschutzrecht der Länder
Soweit die DSGVO nicht unmittelbar gilt, regeln die Vorschriften des Sozialgesetzbuchs die Verarbeitung von Sozialdaten abschließend (§ 35 Abs. 2 Satz 1 SGB I). Die Übermittlung von Sozialdaten, z. B. an eine Behörde oder ein Gericht, oder andere Unterfälle der Verarbeitung (vgl. Art. § 4 Nr. 2 DSGVO) sind durch die in § 35 Abs. 1 SGB I genannten Stellen – nur – zulässig, soweit dies eine Vorschrift im Sozialgesetzbuch vorsieht (§ 67b Abs. 1 Satz 1 SGB X). Es genügt daher nicht, dass Verarbeitungen durch irgendeine Norm erlaubt oder vorgeschrieben sind; maßgeblich ist allein (!) ihre Regelung im Sozialgesetzbuch. Das Sozialgesetzbuch „bricht“ (i. S. v. Art. 31 GG) widersprechendes Landesrecht.
Auch die prozessrechtliche Vorschriften zur Beweiserhebung finden neben Sozialgeheimnis und Sozialdatenschutz keine Anwendung. Soweit eine Übermittlung von Sozialdaten nicht zulässig ist, besteht keine Auskunftspflicht, keine Zeugnispflicht und keine Pflicht zur Vorlegung oder Auslieferung von Schriftstücken, nicht automatisierten Dateisystemen und automatisiert verarbeiteten Sozialdaten, § 35 Abs. 3 SGB I.

## Adressaten des Sozialdatenschutzes
Das Sozialgeheimnis und die Vorschriften des Sozialdatenschutzes richten sich grundsätzlich nur an die in § 35 Abs. 1 SGB I genannten Stellen. Beispielsweise unterfallen die für die Ausführung der Gesetze, die gemäß § 68 SGB I bis zu ihrer Einordnung in das Sozialgesetzbuch als dessen „besondere Teile“ gelten, zuständigen Behörden nicht dem Sozialgeheimnis, da sie nicht in § 35 SGB I genannt werden. Die in § 35 Abs. 1 SGB I genannten Sozialleistungsträger werden gemäß § 12 SGB I in §§ 18 bis 29 SGB I genannt, also z. B. die Träger der Sozialversicherung, die Träger der Jugendhilfe, der Grundsicherung für Arbeitssuchende, der Sozialhilfe.
Eine besondere Ausnahme ist § 78 SGB X zu Zweckbindung und Geheimhaltungspflicht Dritter, an die Daten übermittelt werden.

## Sozialdatenschutz bei freien Trägern
Die Vorschriften des Sozialdatenschutzes gelten nicht für freie Träger (abgesehen von § 78 SGB X (s. o.)), wie z. B. die Träger der freien Wohlfahrtspflege, wie sich als Umkehrschluss aus § 35 SGB I ergibt. Die Vorschriften gelten auch dann nicht, wenn freie Träger Leistungen erbringen und von den Sozialleistungsträgern die Kosten erstattet bekommen. Die Kirchen haben in Deutschland zum Teil eigene Datenschutz-Regelungen getroffen, wie z. B. das Gesetz über den Kirchlichen Datenschutz der röm.-kath. Kirche oder das EKD-Datenschutzgesetz der evang. Kirche. Die Pflicht zur Wahrung von Persönlichkeitsrechten ergibt sich auch aus Nebenpflichten der Verträge, die freie Träger als Anbieter von sozialen Dienstleistungen mit den Leistungsempfängern abschließen. Für bestimmte Berufsgruppen gilt auch bei freien Trägern uneingeschränkt die strafrechtliche Schweigepflicht nach § 203 StGB. Außerdem erstreckt § 78 Abs. 1 S. 1, S. 2 SGB X das Sozialgeheimnis auch auf Dritte wie private Leistungserbringer. Dies gilt allerdings nur, soweit diese Daten von einem Sozialleistungsträger übermittelt wurden. Daten, die etwa von dem freien Träger selbst erhoben wurden, sind nicht erfasst.

## Geschichte
Das SGB I erhielt bereits mit seinem erstmaligen Erlass im Jahr 1975 einen § 35 mit der Überschrift „Geheimhaltung“. Die Formulierung des Absatz 1 lehnte sich an § 203 StGB in der Fassung des Entwurfs eines Einführungsgesetzes zum Strafgesetzbuch an (daher z. B. Erwähnung von Betriebs- und Geschäftsgeheimnissen). Das Sozialgeheimnis ist damit zwei Jahre älter als das 1977 erlassene BDSG.
1980 wurde das SGB X geschaffen. Ausdrückliche „Leitlinie“ dabei war, dass niemand dadurch, dass er Ansprüche auf Sozialleistungen hat, mehr als andere Bürger der Preisgabe seiner personenbezogenen Daten ausgesetzt werden dürfe. Das Beweiserhebungs- und Verwertungsverbot § 35 Abs. 3 SGB I wurde geschaffen.
1993 wurden die § 35 SGB I, §§ 67 ff. SGB X mit dem BDSG von 1990 abgeglichen, vor allem in sprachlicher Hinsicht.
Der nächste Schritt in Richtung des heutigen (Sozial-)Datenschutzrechts war die Datenschutzrichtlinie, Richtlinie 95/46/EG zum „Schutz natürlicher Personen bei der Verarbeitung personenbezogener Daten und zum freien Datenverkehr“ 1995. Der europäische Binnenmarkt entstand in seiner heutigen Form im Wesentlichen 1992 mit dem Vertrag von Maastricht (auch personenbezogene Daten sind ein Handelsgut (!)). Die Ziele der Datenschutzrichtlinie besitzen ab grundsätzlich „nach wie vor Gültigkeit“. Das bedeutete allerdings auch, dass der Sozialdatenschutz nun Regelungen zum Vorbild bekam, die zur Förderung des europäischen Binnenmarkts geschaffen wurden, die also für völlig andere Aufgaben entwickelt wurden.